# Väinö Penttala
Väinö Verner Penttala-Vaissalo (ur. 16 stycznia 1897, zm. 28 lutego 1976) – fiński zapaśnik. Srebrny medalista olimpijski z Antwerpii 1920, w wadze średniej.
Wicemistrz kraju w stylu klasycznym w 1917; trzeci w 1918. Mistrz w stylu wolnym w 1923, 1924, 1925 i 1927 roku.

## Letnie Igrzyska Olimpijskie 1920
| Konkurencja      | Rundy eliminacyjne       | Rundy eliminacyjne  | Rundy eliminacyjne        | Finały               | Finały             | Klas. końcowa |
| Konkurencja      | 1/16                     | 1/8                 | 1/4                       | 1/2                  | Finał              | Miejsce       |
| ---------------- | ------------------------ | ------------------- | ------------------------- | -------------------- | ------------------ | ------------- |
| 75 kg styl wolny | Charles Backsman (FRA) Z | Edgar Bacon (GBR) Z | Henri Derkinderen (BEL) Z | Angus Frantz (USA) Z | Eino Leino (FIN) P | 2.            |